# Paroisse d'Allardville
La paroisse d'Allardville est une paroisse civile du comté de Gloucester, dans le Nord du Nouveau-Brunswick. Elle correspond aux territoires des anciens districts de services locaux (DSL) d'Allardville et de Saint-Sauveur, annexés au district rural Chaleur depuis le 1er janvier 2023.
Elle est nommée ainsi en l'honneur de Jean-Joseph-Auguste Allard, son fondateur.

## Histoire
La municipalité du comté de Gloucester est dissoute en 1966. La paroisse d'Allardville devient un district de services locaux en 1967, sous le nom d'Allardville. Saint-Sauveur en est séparé en 1984.

## Démographie
| 2001  | 2006  | 2011  | 2016  |
| ----- | ----- | ----- | ----- |
| 2 450 | 2 151 | 2 081 | 2 032 |